# Verordnung (EU) Nr. 1227/2011 über die Integrität und Transparenz des Energiegroßhandelsmarkts (REMIT)
Die Verordnung über die Integrität und Transparenz des Energiegroßhandelsmarkts (englisch Regulation on wholesale Energy Market Integrity and Transparency; Akronym REMIT) ist eine 2011 vom Europäischen Parlament und dem Rat der Europäischen Union erlassene Verordnung mit unmittelbarer Rechtswirkung für die EU-Mitgliedsländer. Ziel von REMIT ist die Erhöhung von Transparenz und Stabilität der europäischen Energiemärkte. Insbesondere soll Insiderhandel und Marktmanipulation bekämpft werden. Mit der Überwachung und Regulierung der Energiemärkte gemäß REMIT ist die EU-Behörde ACER betraut.

## Geschichte
Im Oktober 2011 erließen das Europäische Parlament und der Rat der Europäischen Union die Verordnung (EU) Nr. 1227/2011 über die Integrität und Transparenz des Energiegroßhandelsmarkts (REMIT), mit deren Umsetzung ACER beauftragt ist. Die Verordnung trat am 28. Dezember 2011 in Kraft.

## Inhalt der Verordnung
Wesentlicher Inhalt von REMIT sind vier Dinge:
1. Verbot von Insiderhandel (Artikel 3) und Marktmanipulation (Artikel 5)
2. Verpflichtung der Marktteilnehmer zur Registrierung (Artikel 9)
3. Verpflichtung der Marktteilnehmer zur Meldung von Transaktionen am Energiegroßhandelsmarkt (Artikel 8, Absatz 1) sowie von Fundamentaldaten von Anlagen zur Erzeugung, Speicherung und Weiterleitung von Strom und Gas (Artikel 8, Absatz 5), zum Publizieren von Insiderinformationen (Artikel 4) und zur Meldung von aufgedeckten Vorkommnissen
4. Ermächtigung von ACER zur Umsetzung der Verordnung, insbesondere zur Marktüberwachung (Artikel 7), zum Sammeln der Transaktionsmeldungen (Artikel 8) und zur Registrierung der Marktteilnehmer (Artikel 9)

Als Marktteilnehmer am Energiegroßhandelsmarkt im Sinne von REMIT gelten alle juristischen und natürlichen Personen, die Handelstransaktionen zu Energiegroßhandelsprodukten durchführen. Damit sind insbesondere Energiehändler, Übertragungs- bzw. Fernleitungsnetzbetreiber, Strom- und Gasbörsen und Energiebroker eingeschlossen.
Als Energiegroßhandelsprodukte gelten physische wie finanzielle Geschäfte mit Strom oder Gas, insbesondere Lieferverträge, Transportverträge und Derivatgeschäfte wie Optionen oder Swaps. Versorgungs- und Verteilungsverträge an Endverbraucher bzw. Großkunden fallen ab einer Größe von 600 GWh pro Jahr in einem geographischen Marktgebiet unter die Regulierung in REMIT.

## Umsetzung
REMIT trat zwanzig Tage nach Veröffentlichung im EU-Amtsblatt in Kraft, also am 28. Dezember 2011. Die in Artikel 8 vorgeschriebene Datenerhebung von Transaktionen am Energiegroßhandelsmarkt sowie zur Meldung von Fundamentaldaten ist aufgeschoben, und tritt erst neun Monate und zwanzig Tage nach Veröffentlichung eines Durchführungsrechtsakts („Implementing Act“) in Kraft. Damit ist REMIT vorerst auf Verbot und Meldepflicht von Insiderhandel und Marktmanipulation sowie auf die Pflicht zum Publizieren von Insiderinformationen beschränkt.
RWE meldete am Tag des Inkrafttretens, dass man im Sinne von REMIT als Kraftwerksbetreiber die Öffentlichkeit detailliert und so schnell wie möglich über den Stand der aktuellen Stromproduktion und über Probleme in den Kraftwerken informieren werde, die zu Minderleistungen oder Ausfällen führen. Auch E.ON gab eine entsprechende Meldung ab. Vattenfall kommt seinen Publizitätspflichten über die Transparenz-Plattform der Strombörse EEX nach.
Der Komitologie-Prozess zum Durchführungsrechtsakt (Implementing Act, meist „IA“ abgekürzt) zu REMIT wurde am 3. Oktober 2014 abgeschlossen. Dabei wurde der letzte Entwurf vom 22. Juli 2014 angenommen. Die Veröffentlichung im EU-Amtsblatt fand am 18. Dezember 2014 statt. Erst nach Veröffentlichung des Durchführungsrechtsakts begannen die o. g. Fristen zu laufen, d. h. die Meldungen von Standard-Transaktionsdaten und Fundamentaldaten nach Artikel 8 der REMIT beginnt am 7. Oktober 2015.

## REMIT im nationalen Recht
Während REMIT als EU-Verordnung allgemeine Gültigkeit und unmittelbare Wirksamkeit in den EU-Mitgliedstaaten erlangt, ist die Kontrolle der Umsetzung wie auch die Sanktionierung von Verstößen Sache der Mitgliedsstaaten. Entsprechend muss die Zuständigkeit von nationalen Behörden und die Sanktionsmöglichkeiten im nationalen Recht geregelt werden. Im Kontext von REMIT werden die dafür zuständigen Behörden als „National Regulatory Authorities“ (NRAs) bezeichnet. Für REMIT sind das meist die nationalen Regulierungsbehörden, die ohnehin mit der Regulierung des Strom- und Gasmarktes befasst sind.

### Deutschland
In Deutschland ist die Markttransparenzstelle (MTS) bei der Bundesnetzagentur mit der Umsetzung befasst. Rechtsgrundlage dafür ist das 2012 verabschiedete „Gesetz zur Einrichtung einer Markttransparenzstelle für den Großhandel mit Strom und Gas“. Zeitgleich wurde das Energiewirtschaftsgesetz (EnWG) novelliert, in dem die Pflichten der Marktteilnehmer sowie die Sanktionen bei Nichteinhaltung geregelt wurden. Die Sanktionen finden sich in § 95 EnWG (Bußgeldvorschriften) sowie § 95a und § 95b EnWG (Strafvorschriften). Auf dieser Rechtsgrundlage können Haftstrafen von bis zu fünf Jahren verhängt werden.
Für Betreiber von Erneuerbaren-Energien-Anlagen greift REMIT ab einer installierten Kapazität von mindestens 10 MW sowie für Infrastrukturgesellschaften. Diese müssen ihre Anlage einmalig bei der Markttransparenzstelle der Bundesnetzagentur registrieren und danach kontinuierlich Meldungen über ihre erzeugten und verkauften Strommengen abgeben.

### Österreich
In Österreich wurde Anfang 2014 die Behörde E-Control mit der Umsetzung von REMIT betraut. Dafür wurde in § 21 (1) E-ControlG unter der Ziffer 12 die Verordnung (EU) Nr. 1227/2011 (REMIT) sowie die auf Basis dieser Verordnung erlassenen Leitlinien, delegierten Rechtsakte und Durchführungsrechtsakte unter die Zuständigkeit von E-Control gestellt. Dazu gehören nach § 25a E-ControlG auch die Untersuchungs- und Überwachungsbefugnisse.
In § 99 ElWOG 2010 werden die Sanktionen bei Nichteinhaltung von REMIT festgesetzt. Eine Reihe von Verstößen gegen REMIT-Pflichten wird danach per § 99 (1) ElWOG 2010 als Verwaltungsübertretung gewertet, und mit einer Geldstrafe von bis zu 50.000 Euro belegt. § 99 (4) ElWOG 2010 legt für Marktmanipulation oder den Versuch dazu sowie für die Weitergabe oder Verwendung von Insider-Informationen mit der beabsichtigten Erzielung eines Vermögensvorteils eine Geldstrafe von bis zu 150.000 Euro fest.
Eine Besonderheit der österreichischen REMIT-Umsetzung ist die frühzeitige Abgabe von inhaltsgleichen Meldungen an die nationale Behörde wie sie zu einem späteren Zeitpunkt auf europäischer Ebene vorgesehen sind. Sobald die Meldungen an die EU-Behörde ACER beginnen, gelten damit die nationalen Verpflichtungen als erfüllt. Dadurch soll ein „double reporting“ vermieden werden. Gemäß § 10a ElWOG 2010 müssen Marktteilnehmer, die gemäß Artikel 4 der REMIT-Verordnung Insider-Informationen veröffentlichen müssen, diese zu veröffentlichenden Tatsachen zeitgleich auch der E-Control mitteilen.

### Schweiz
Da die Schweiz nicht Mitglied der EU ist, gilt REMIT in der Schweiz nicht unmittelbar. Dies stellt für Unternehmen im Energiegroßhandel mit Sitz in der Schweiz allerdings eher eine Erschwernis als eine Erleichterung dar, weil so die Compliance für Schweiz-interne Geschäfte teils anders gehandhabt werden muss als für Geschäfte mit EU-Counterparties. Prinzipiell gelten die REMIT-Anforderungen nach dem Ort der Lieferung und des Bezugs (Strom und Gas) sowie nach dem Ort der Leistung (Übertragung von Strom und Gas). Auf den Sitz der beteiligten Unternehmen wird keine Rücksicht genommen. Allerdings wäre ohne eine Übertragung in Schweizer Recht keine Verfolgung von Nichteinhaltung gegeben. Die großen Unternehmen im Schweizer Energiemarkt sind allerdings ohne Ausnahme grenzüberschreitend tätig, daher wäre eine solche Nichteinhaltung von EU-Regeln keine Option.
Um dem Rechnung zu tragen, wurde die Eidgenössische Elektrizitätskommission (ElCom) mit der REMIT-Umsetzung in der Schweiz betraut. 2013 wurden in die Stromversorgungsverordnung (StromVV) die Artikel 26a, 26b, 26c eingefügt. Damit werden berichtspflichtige Unternehmen mit Sitz in der Schweiz verpflichtet, unter REMIT gemeldete Informationen „gleichzeitig und in gleicher Form“ auch an die ElCom zu melden. Auch die Regeln zum Insiderhandel gelten entsprechend. Die Inkraftsetzung dieser Schweizer Besonderheit zusätzlich zur REMIT-Meldeverpflichtung wird durch die ElCom festgesetzt, die sich dabei am „zeitlichen Vorgehen in der EU orientieren“ will.